# Estación de Mira Sintra-Meleças
La Estación Ferroviaria de Mira Sintra-Meleças, también conocida como Estación de Mira Sintra o Estación de Meleças, es una plataforma de la Línea del Oeste, que sirve a la parroquia de Bellas, en el distrito de Lisboa, en Portugal.

## Características

### Descripción física
Contaba, en enero de 2011, con cuatro vías de circulación, con longitudes entre los 234 y 325 m; las plataformas presentaban 234 a 325 m de extensión, teniendo todas 90 centímetros de altura.